# 拉卡尔内耶
拉卡尔内耶（法語：La Carneille，法語發音：[la kaʁnɛj] ⓘ）是法国奥恩省的一个旧市镇，位于该省西北部，属于阿让唐区。2016年1月1日，拉卡尔内耶和相邻的另外7个市镇合并为新市镇阿蒂斯-瓦勒德鲁夫尔（Athis-Val de Rouvre）。

## 地理
拉卡尔内耶（48°46'40"N, 0°26'45"W）面积15.91 平方千米，位于法国诺曼底大区奧恩省，该省份为法国西北部内陆省份，北起顺时针与卡爾瓦多斯省、厄尔省、厄尔-卢瓦省、萨尔特省、马耶讷省和芒什省接壤。
与拉卡尔内耶接壤的市镇（或旧市镇、城区）包括：迪尔塞、朗迪古、罗谢圣母村、龙弗热赖、圣奥诺里内-拉吉洛姆、塔耶布瓦、莱图拉耶。
拉卡尔内耶的时区为UTC+01:00、UTC+02:00（夏令时）。

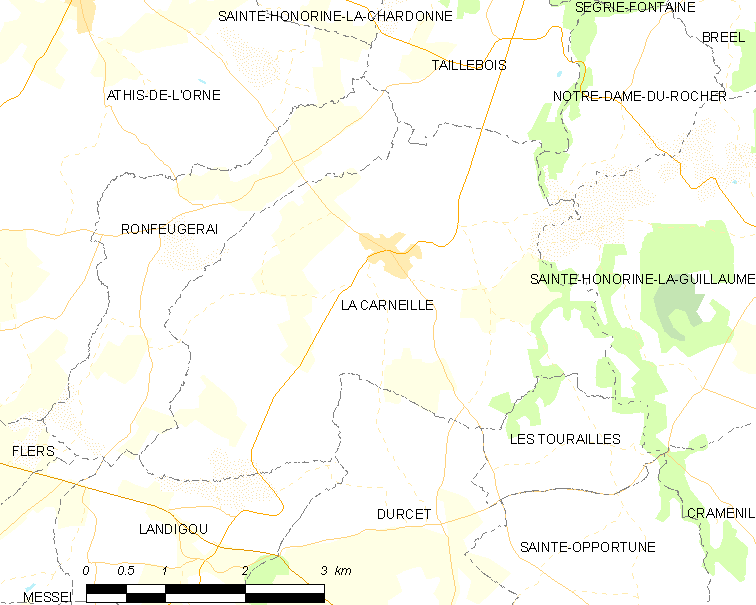
拉卡尔内耶的OSM定位图

## 行政
拉卡尔内耶的邮政编码为61100，INSEE市镇编码为61073。

## 政治
拉卡尔内耶所属的省级选区为阿蒂斯-瓦勒德鲁夫尔县。

## 人口

1962-2008年间拉卡尔内耶人口变化图示

拉卡尔内耶于2018年1月1日时的人口数量为587人。